# Konferencja w Wannsee

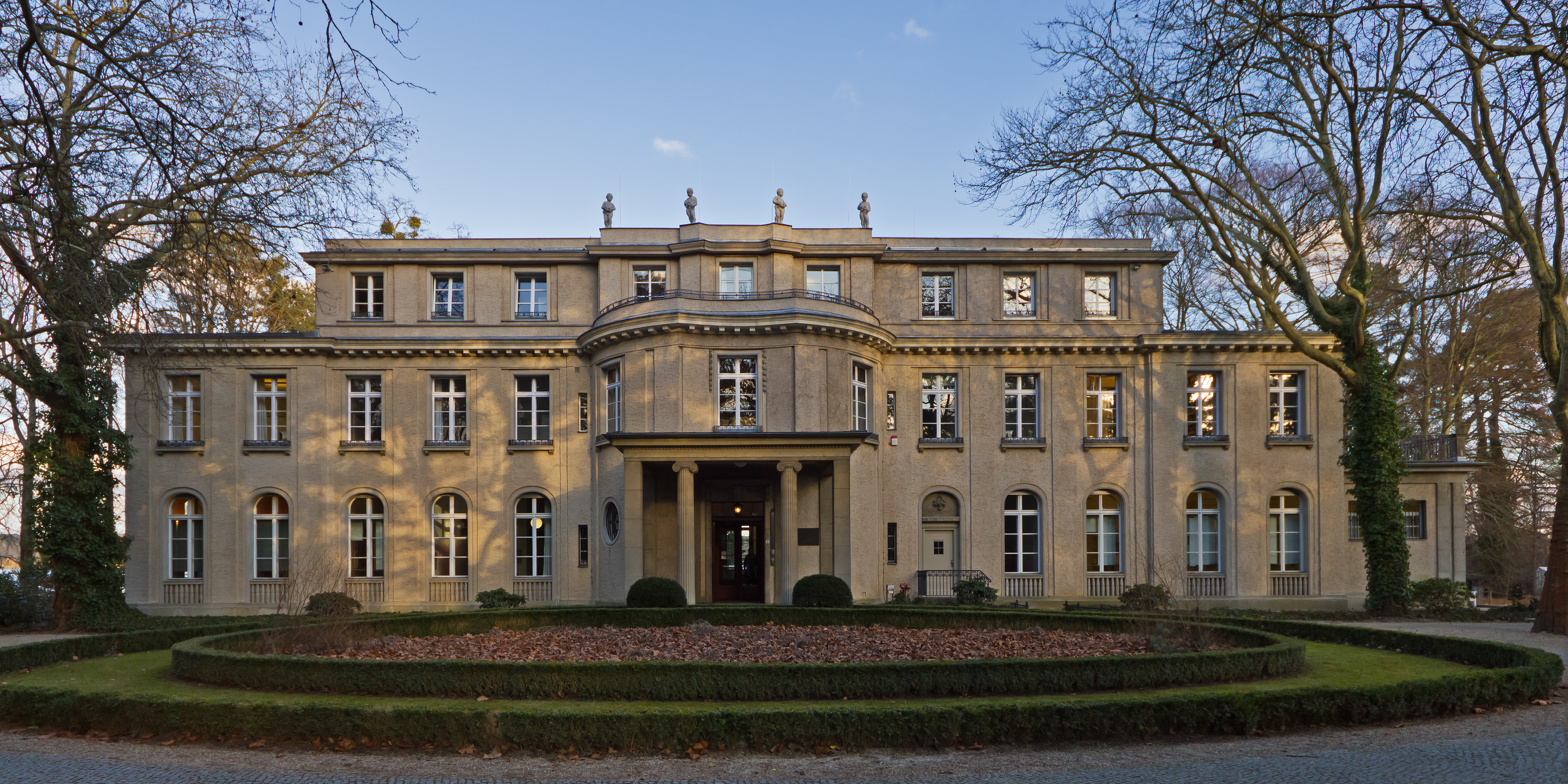
Willa przy Großer Wannsee 56/58, w której 20 stycznia 1942 odbyła się konferencja; obecnie muzeum Dom Konferencji w Wannsee

Konferencja w Wannsee – spotkanie, które odbyło się 20 stycznia 1942 roku w willi przy Großer Wannsee 56/58 w Berlinie (obecnie muzeum Dom Konferencji w Wannsee), na którym zebrali się wysokiej rangi niemieccy urzędnicy państwowi, pod przewodnictwem Reinharda Heydricha. Tematem narady było omówienie ostatecznego rozwiązania kwestii żydowskiej, jak eufemistycznie określano rozpoczęte już ludobójstwo Żydów.

## Przygotowania i przebieg konferencji
31 lipca 1941 roku Reinhard Heydrich został upoważniony przez Hermanna Göringa do podjęcia: „wszelkich niezbędnych przygotowań do globalnego rozwiązania kwestii żydowskiej na europejskim obszarze wpływów niemieckich”. Heydrich szacował, że w Europie przebywa około jedenastu milionów Żydów, z czego połowa w krajach niebędących pod kontrolą Niemiec. W celu sprawnego przeprowadzenia eksterminacji trzeba było skoordynować działania wielu ministerstw i urzędów III Rzeszy. Głównym celem konferencji było ustalenie zakresu kompetencji (ostatni etap fizycznej eksterminacji miał spoczywać w wyłącznej gestii Głównego Urzędu Bezpieczeństwa Rzeszy) oraz postępowanie wobec tzw. mieszańców (czyli osób, których przodek był narodowości żydowskiej) i osób z małżeństw mieszanych. Konferencja trwała około 90 minut, przez godzinę przemawiał Heydrich omawiając podjęte już środki i planowane metody eksterminacji, następnie odbyła się półgodzinna dyskusja.
Narada miała się odbyć 9 grudnia 1941 roku, ale po japońskim ataku na bazę Pearl Harbor (7 grudnia 1941) i wypowiedzeniu przez III Rzeszę wojny Stanom Zjednoczonym, termin musiał być przesunięty.
Niektóre decyzje przygotowano podczas narady rozpoczętej 14 stycznia w ośrodku Himmlera na Mazurach Hegewaldheim, dziś w Żabince.
Konferencja w Wannsee to pierwsze spotkanie wysokich rangą przedstawicieli ministerstw i urzędów III Rzeszy oraz SS. Celem Heydricha, jako szefa policji bezpieczeństwa i SD było poinformowanie obecnych o zadaniu, jakie Główny Urząd Bezpieczeństwa Rzeszy otrzymał od Heinricha Himmlera.
Z wyjątkiem dwóch, wszyscy sekretarze stanu byli poinformowani o deportacjach oraz zbiorowych egzekucjach na wschodzie. Przedstawiciele SS byli w nie zaangażowani bezpośrednio, poprzez organizację i planowanie. Wszyscy uczestnicy wyrazili gotowość współpracy.
Przedstawiciel Ministerstwa Spraw Zagranicznych chciał, żeby deportacje rozpoczęły się w krajach, w których mogą one być zrealizowane bez wielkich trudności. Sekretarz stanu Ministerstwa Spraw Wewnętrznych proponował przymusową sterylizację zamiast deportacji w odniesieniu do „Żydów mieszanych”. Sekretarz stanu Pełnomocnika ds. Planu Czteroletniego chciał, żeby z deportacji czasowo zostali wyłączeni Żydzi-robotnicy zatrudnieni w przedsiębiorstwach pracujących na potrzeby armii. Natomiast Josef Bühler, sekretarz stanu w rządzie Generalnego Gubernatorstwa i zastępca Hansa Franka,  sugerował, aby Zagłada rozpoczęła się od Żydów polskich.
Reinhard Heydrich, ośmiu sekretarzy stanu, sześciu ekspertów do spraw policji i bezpieczeństwa oraz dyrektor ministerialny rozmawiali na naradzie o ludobójstwie, eliminowaniu i zagładzie w sposób otwarty. Protokół z narady w willi przy Großer Wannsee został napisany w sposób mniej drastyczny, z użyciem wielu eufemizmów, takich jak „deportacja” bądź „wysiedlenie” dla określenia mordów. Protokolantem był Adolf Eichmann, mianowany wkrótce szefem tej akcji. Jego zastępcą był SS-Obersturmmbannführer Hermann Krumey, szef oddziału łódzkiego Centrali Przesiedleńczej (Umwandererzentralstelle, Dienststelle – Litzmannstadt).
Konferencja w Wannsee jest często mylnie uznawana za moment podjęcia decyzji o wymordowaniu Żydów. Tymczasem jej znaczenie było stosunkowo niewielkie — uznanie RSHA za główny organ realizujący ostateczne rozwiązanie i doprecyzowanie kwestii „mischlingów”. Masowe mordy ludności żydowskiej dokonywane przez Einsatzgruppen rozpoczęły się w sierpniu 1941 roku po ataku na ZSRR. Od 1 listopada 1941 roku trwała już budowa pierwszego obozu ze stacjonarnymi komorami gazowymi w Bełżcu, a od grudnia 1941 trwały mordy Żydów z wykorzystaniem komór gazowych w ciężarówkach w obozie Kulmhof. Przyjmuje się, że decyzja o całościowym wymordowaniu Żydów zapadła jesienią 1941 roku. Na konferencji w Wannsee w styczniu 1942 roku Heydrich praktycznie poinformował wysokich urzędników państwowych o podjętych już decyzjach i środkach, przy czym na uwagę zasługuje pełna aprobata uczestników konferencji.
Raporty o przewidywanej eksterminacji Żydów były przekazywane do Ministerstwa Spraw Zagranicznych Chile przez chilijskiego konsula w Pradze, Gonzalo Montt Rivasa, już na dwa miesiące przed zorganizowaniem konferencji w Wannsee. Najprawdopodobniej konsul przekazywał informacje zasłyszane w trakcie spotkań z wysokimi rangą oficjelami z otoczenia Heydricha, który w tym czasie był urzędującym w Pradze Protektorem Czech i Moraw. Raporty te trafiły również do wywiadu brytyjskiego.

## Postanowienia w sprawie mischlingów
- ćwierćkrwi Żydzi (niem.: Mischling) powinni zostać w przyszłości uznani za obywateli „krwi niemieckiej” (deutschblütig)
- osoby mające dwoje rodziców ćwierćkrwi Żydów, gorsze cechy rasowe bądź takie, które były notowane przez policję, zajmowali się „niepożądaną” działalnością polityczną lub same siebie określały jako Żydów nie mogły być uznawane za Aryjczyków
- półkrwi Żydów należy traktować tak, jak stuprocentowych Żydów
- półkrwi Żydzi pozostający w Niemczech powinni zostać wysterylizowani
- zwolnienia od ustaw rasowych w stosunku do półkrwi Żydów mogły dotyczyć tylko tych osób, które miały współmałżonka Aryjczyka, miały dzieci bądź uzyskały akt łaski; osoby takie miały jednak po wojnie przejść dodatkowe testy rasowe
- postanowiono fizyczną eliminację wszystkich pełnej krwi Żydów[10][11]

## Uczestnicy konferencji

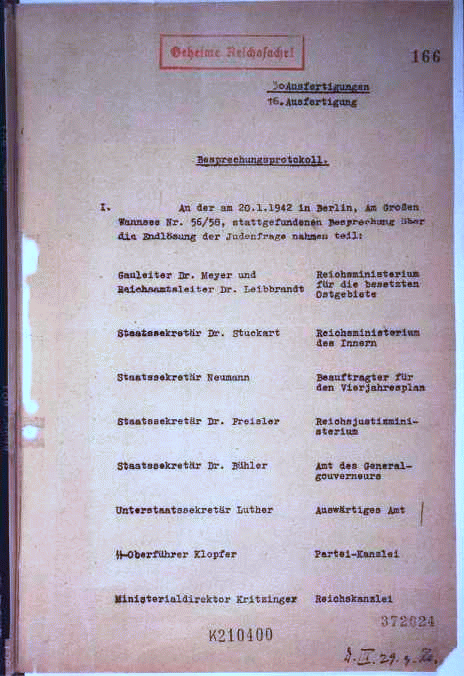
Strona tytułowa protokołu Konferencji w Wannsee z listą nazwisk uczestników

- dr Josef Bühler – Urząd Generalnego Gubernatora w Krakowie
- Adolf Eichmann – szef sekcji żydowskiej w Głównym Urzędzie Bezpieczeństwa Rzeszy (RSHA)
- dr Roland Freisler – Ministerstwo Sprawiedliwości Rzeszy
- Reinhard Heydrich – szef Głównego Urzędu Bezpieczeństwa Rzeszy
- Otto Hofmann – Główny Urząd Rasy i Osadnictwa SS
- dr Gerhard Klopfer – Kancelaria Partyjna NSDAP
- dr Wilhelm Kritzinger – Kancelaria Rzeszy
- dr Rudolf Lange – Policja Bezpieczeństwa i SD (Służba Bezpieczeństwa)
- dr Georg Leibbrandt – Ministerstwo Rzeszy Okupowanych Ziem Wschodnich
- Martin Luther – Ministerstwo Spraw Zagranicznych
- dr Alfred Meyer – Ministerstwo Rzeszy Okupowanych Ziem Wschodnich
- Heinrich Müller – szef Gestapo w RSHA
- Erich Neumann – Urząd Pełnomocnika ds. Planu Czteroletniego
- dr Eberhard Schöngarth – Policja Bezpieczeństwa i SD
- dr Wilhelm Stuckart – Ministerstwo Spraw Wewnętrznych Rzeszy[11][12]

## Konferencja w Wannsee w filmie
Na kanwie tego wydarzenia, korzystając z odnalezionych w 1947 roku przez Amerykanów stenogramów z konferencji, reżyser Frank Pierson nakręcił w 2001 roku dramat Conspiracy (polski tytuł to Ostateczne rozwiązanie).
W 1984 roku powstał realistyczny obraz Die Wannseekonferenz w reżyserii Heinza Schirka. Film w oryginalnej wersji językowej (niemieckiej) z angielskimi tłumaczeniami oddaje grozę sytuacji: chłodne dyskusje uczestników, za którymi kryje się dramat ludzi skazywanych na śmierć. 
W 2022 wyprodukowano film Die Wannseekonferenz (reżyser Matti Geschonneck), rekonstruujący przebieg konferencji. 